# پوستریژین
پوستریژین (به چکی: Postřižín) یک منطقهٔ مسکونی در جمهوری چک است که در ناحیه میلنیک واقع شده‌است. پوستریژین ۴٫۴۳ کیلومتر مربع مساحت و ۴۱۹ نفر جمعیت دارد.

## نگارخانه

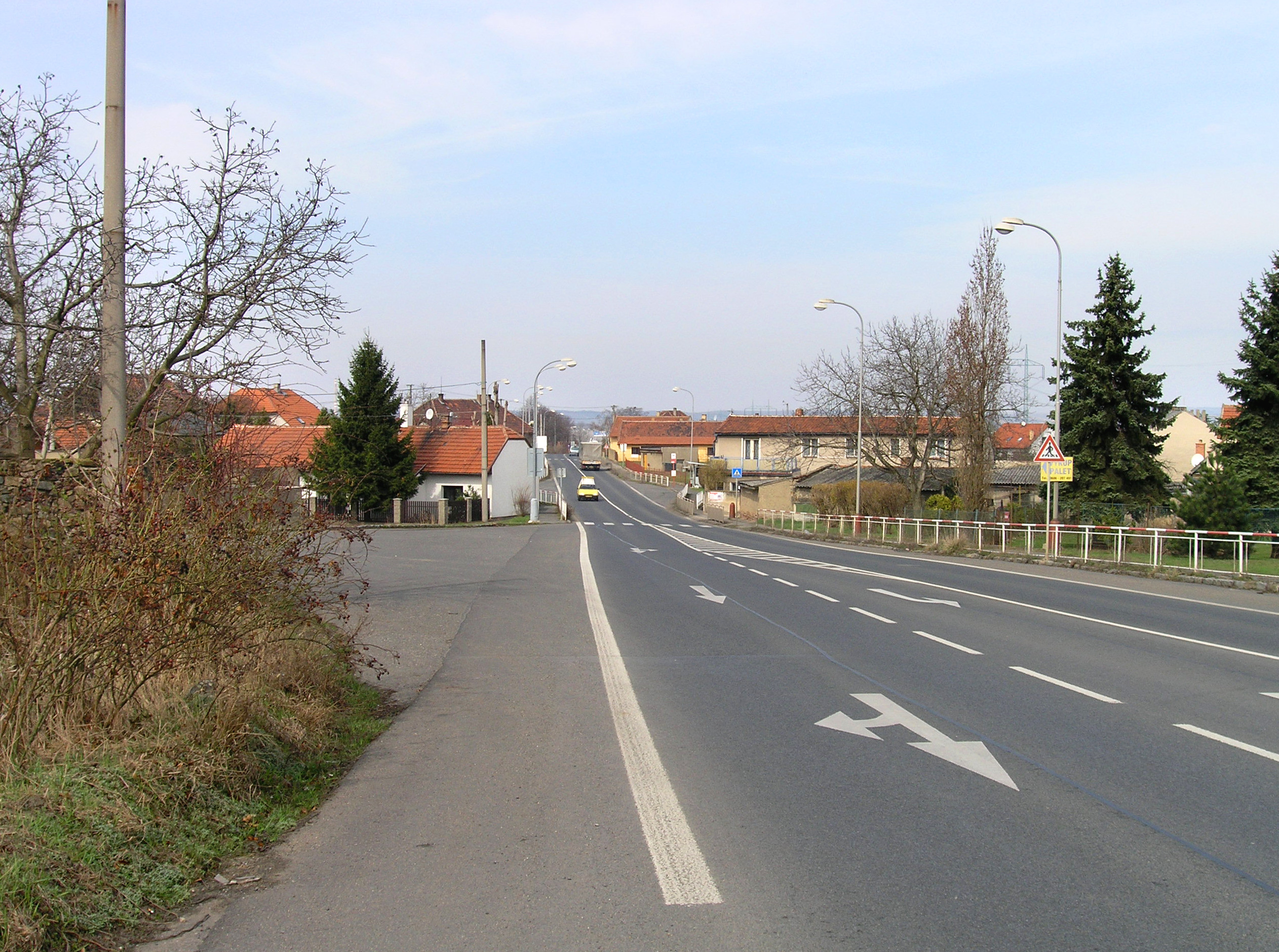
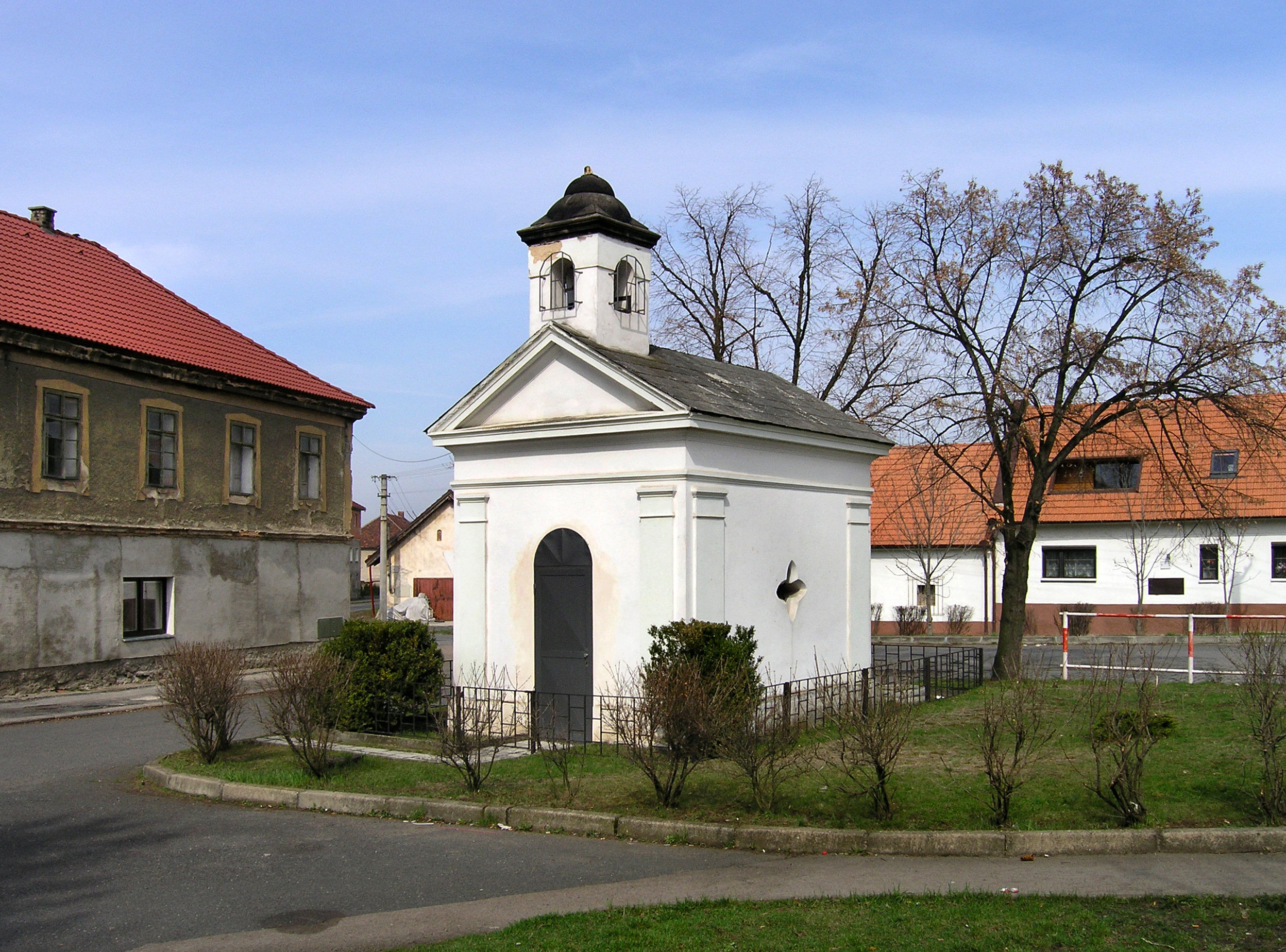